# Chi fermerà la musica (programma televisivo)
Chi fermerà la musica è stato un game show musicale condotto da Pupo, in onda su Rai 1 da domenica 16 dicembre 2007 a venerdì 22 febbraio 2008, alle 21:30 nella fascia di prima serata.
Gli autori della trasmissione erano: Ernesto Marra, Ermanno Labianca, Domenico Baldini, Gianluca Giorgi e Federico Lampredi.

## Edizioni
| Edizione | Periodo          | Periodo          | Puntate | Conduzione | Studio di messa in onda                                                 |
| Edizione | Inizio           | Fine             | Puntate | Conduzione | Studio di messa in onda                                                 |
| -------- | ---------------- | ---------------- | ------- | ---------- | ----------------------------------------------------------------------- |
| 1ª       | 16 dicembre 2007 | 22 febbraio 2008 | 4       | Pupo       | Studio 5 del Centro di Produzione degli Studi Televisivi Voxson di Roma |

## Il programma
Il gioco, basato sul format statunitense The Singing Bee (ovvero L'ape canterina) in onda sulla NBC, prevedeva tre manche che coinvolgono dodici concorrenti, sei uomini e sei donne scelti tra il pubblico, i quali venivano selezionati tramite una canzone d'accesso eseguita dall'orchestra all'inizio della puntata: se cantavano correttamente l'inciso, entravano in gioco come concorrenti. L'orchestra diretta da Demo Morselli eseguiva brani famosi, dei quali i partecipanti alla trasmissione dovevano conoscere perfettamente il testo.
Prima della manche finale, vi erano tre round precedenti, nei quali i sei concorrenti in gioco dovevano indovinare le parole mancanti di una canzone nella prova de Il testo bucato e mettere in ordine le parole del testo di una canzone nella prova In ordine oltre a indovinare il seguito della melodia di un brano cantato dall'orchestra nella prova del Falla finita. Alla fine dei tre round, i due concorrenti che avevano totalizzato più punti andavano alla scalata finale, dove il concorrente che cantava correttamente per primo i testi di sette canzoni vinceva la puntata aggiudicandosi un montepremi di 50.000 euro.
La puntata zero del programma è andata in onda il 16 dicembre 2007, ottenendo buoni ascolti.
In seguito alla soppressione di Uomo e gentiluomo a causa dei bassi ascolti delle prime due puntate, Rai 1 decide di trasmettere il quiz il venerdì a partire dall'8 febbraio 2008, per quattro puntate, che vengono successivamente ridotte a tre, avendo avuto il programma, a sua volta, risultati di ascolto inferiori alle aspettative.